# Грошень
Грошень, Грошені (рум. Groșeni) — село у повіті Арад в Румунії. Входить до складу комуни Аркіш.
Село розташоване на відстані 385 км на північний захід від Бухареста, 71 км на північний схід від Арада, 117 км на захід від Клуж-Напоки, 106 км на північний схід від Тімішоари.

## Населення
За даними перепису населення 2002 року у селі проживали 877 осіб. Рідною мовою 872 особи (99,4%) назвали румунську.
Національний склад населення села:
| Національність | Кількість осіб | Відсоток |
| -------------- | -------------- | -------- |
| румуни         | 792            | 90,3%    |
| цигани         | 75             | 8,6%     |
| українці       | 6              | 0,7%     |